# Andrew Bruce Holmes
Andrew Bruce Holmes, AM FRS (Melbourne, 5 de setembro de 1943) é um químico australiano e britânico.